# Christian Mekowulu
Christian Mekowulu (Lagos, Nigeria, 17 de marzo de 1995) es un jugador de baloncesto nigeriano que pertenece a la plantilla del BC Wolves de la LKL lituana.

## Trayectoria deportiva
Es un jugador que puede alternar las posiciones de alero y pívot formado como jugador en Estados Unidos, concretamente pasó cuatro cursos en Tennessee State Tigers (2014-18), uno de los cuales fue como redshirt por lesión. Su mejor temporada en Tennessee fue en la 2017-18, en la que firmaría 12.7 puntos, 7.9 rebotes y 1.5 tapones por partido y sería elegido como jugador defensivo del año en la Ohio Valley Conference. En su año adicional probó fortuna en Texas A&M Aggies durante la temporada 2018-19, donde promediaría 8.3 puntos, 6.4 rebotes y 1 tapón por partido.
Una vez finalizado su ciclo NCAA, la temporada 2019-20 debutó como profesional en Italia en las filas del Pallacanestro Orzinuovi de la LegaDue Gold italiana, promediando 16.3 puntos, 12.4 rebotes y 1,8 tapones por partido.
En la temporada 2020-21, firma por Universo Treviso Basket de la Lega Basket Serie A.
En la temporada 2021-22, firma por Dinamo Sassari de la Lega Basket Serie A, promediando 9.6 puntos y 6.4 rebotes con 25 minutos de promedio, en 19 encuentros disputados.
El 5 de abril de 2022, se desvincula del club italiano y firma por el Casademont Zaragoza de la Liga ACB, hasta final de temporada.